# Tỉnh tự trị Nagorno-Karabakh
Tỉnh tự trị Nagorno-Karabakh (NKAO) là một tỉnh tự trị thuộc Cộng hòa Xã hội chủ nghĩa Xô viết Azerbaijan, nơi đây là khu vực sinh sống chủ yếu của người Armenia.

## Lịch sử

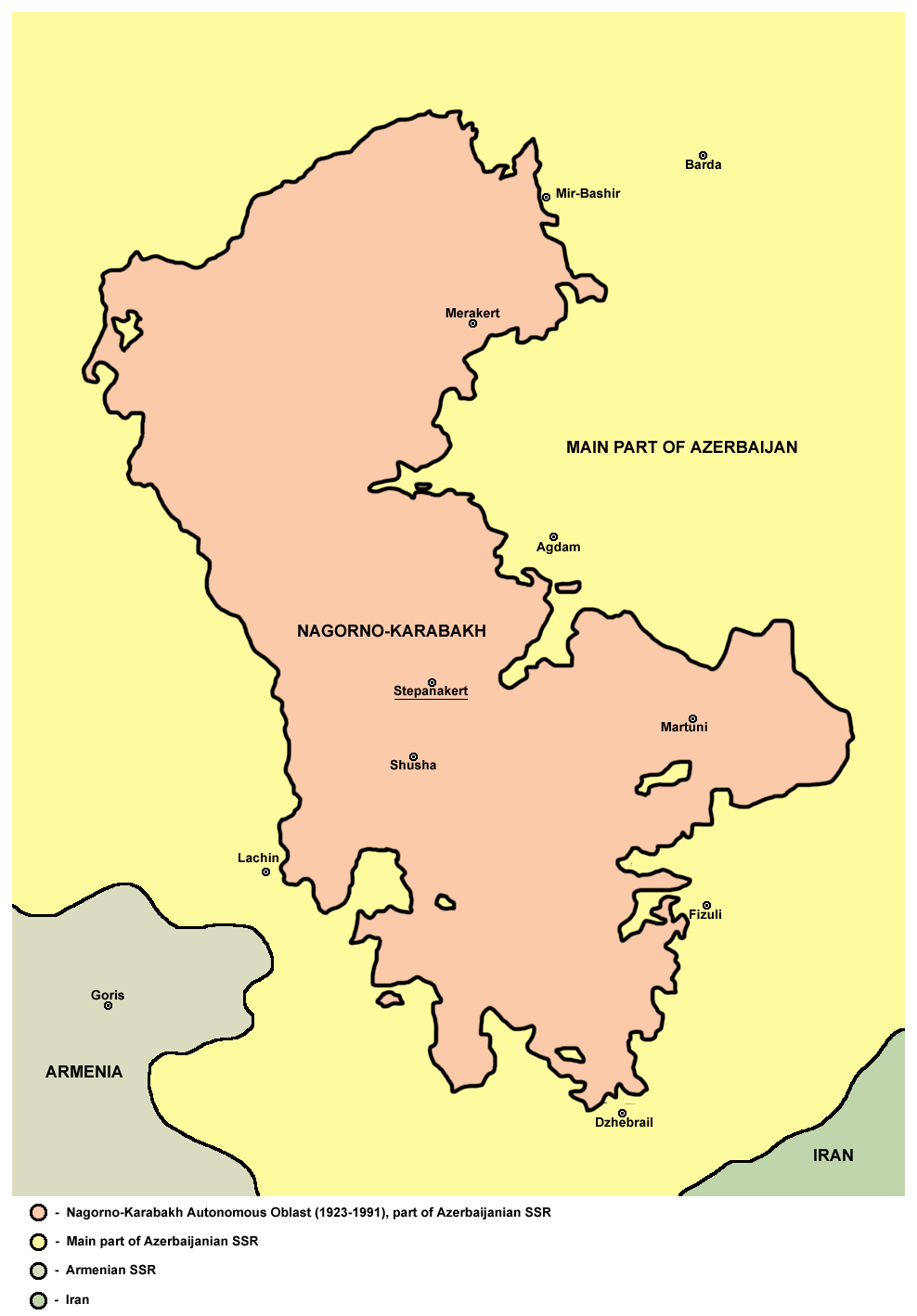
Các thành phố chính của Nagorno-Karabakh

Khu vực này từng là nơi tranh chấp giữa Armenia và Azerbaijan trong khoảng thời gian độc lập ngắn ngủi từ năm 1918 đến năm 1920. Sau khi thành lập chính quyền Xô viết tại Armenia và Azerbaijan, Kavbiuro quyết định giữ Nagorno-Karabakh trong Azerbaijan Xô viết với quyền tự trị khu vực rộng rãi và trung tâm hành chính đặt ở thành phố Shusha.
Ngày 7 tháng 7 năm 1923, Tỉnh tự trị Nagorno-Karabakh được thành lập với thủ phủ được chuyển đến Khankendi (sau này gọi là Stepanakert). Từ khi hình thành, tỉnh có diện tích 4.161km2 (1607 sq mi). Theo điều tra dân số năm 1926, dân số toàn tỉnh là 125.200 người trong đó người Armenia chiếm 89,2% (lớn nhất tỉnh). Tuy nhiên, đến năm 1989, tỉ lệ người Armenia bị giảm xuống còn 76,9% dân số toàn tỉnh. Những lý do cho điều này bao gồm chính sách của chính quyền Azerbaijan Xô viết để định cư người Azerbaijan trong tỉnh và một số người Armenia di cư khỏi vùng Karabakh cũng như tỷ lệ sinh người Azerbaijan cao hơn so với người Armenia.
Mặc dù câu hỏi về tình trạng của Nagorno-Karabakh không trở thành vấn đề của công chúng cho đến giữa những năm 1980, các nhà trí thức, lãnh đạo Armenia Xô viết và Karabakh Armenia đã định kỳ kháng nghị lên Moskva về việc chuyển giao khu vực này cho Armenia. Năm 1945, lãnh đạo Armenia Xô viết Grigory Arutyunov đã kêu gọi Stalin đưa khu vực Nagorno-Karabakh vào lãnh thổ Armenia, nhưng đều bị từ chối. Năm 1965, 13 quan chức đảng Karabakh Armenia đã viết thư cho ban lãnh đạo Liên Xô để bày tỏ sự bất bình về thái độ của các quan chức Azerbaijan Xô viết đối với Nagorno-Karabakh. Nhiều quan chức Armenia bị cách chức hoặc bị đưa về Armenia. Sự nổi lên Heydar Aliyev lãnh đạo Azerbaijan năm 1969 đã chứng kiến nỗ lực ngày càng tăng của chính quyền Baku nhằm thắt chặt quyền quản lý của mình tại khu vực Nagorno-Karabakh. Năm 1973–1974 Aliyev đã thanh trừng toàn bộ ban lãnh đạo tỉnh tự trị Nagorno-Karabakh, những người được coi là người Armenia theo chủ nghĩa dân tộc, và bổ nhiệm Boris Kevorkov, một người Armenia ngoài Karabakh làm chủ tịch đảng địa phương.
Năm 1977, một tác giả nổi tiếng người Armenia đã viết một bức thư ngõ cho Tổng Bí thư Đảng Cộng sản Liên Xô Leonid Brezhnev kêu gọi sáp nhập Nagorno-Karabakh vào Armenia.

## Hành chính
Tỉnh tự trị Nagorno-Karabakh được chia thành 5 quận hoặc đơn vị hành chính:
- Quận Mardakert
- Quận Martuni
- Quận Shusha
- Quận Askeran
- Quận Hadrut

## Nhân khẩu học
Dân số và thành phần dân tộc của Nagorno-Karabakh theo điều tra dân số toàn liên bang năm 1926–1989.
| Quốc tịch  | 1926 Điều tra | %       | 1939 Điều tra | %       | 1959 Điều tra | %       | 1970 Điều tra | %       | 1979 Điều tra | %       | 1989 Điều tra | %       |
| ---------- | ------------- | ------- | ------------- | ------- | ------------- | ------- | ------------- | ------- | ------------- | ------- | ------------- | ------- |
| Tổng cộng  | 125.159       | 100,00% | 150.837       | 100,00% | 130.406       | 100,00% | 150.313       | 100,00% | 162.181       | 100,00% | 189.085       | 100,00% |
| Armenia    | 111.694       | 89,24%  | 132.800       | 88,04%  | 110.053       | 84,39%  | 121.068       | 80,54%  | 123.076       | 75,89%  | 145.450       | 76,92%  |
| Azerbaijan | 12.592        | 10,06%  | 14.053        | 9,32%   | 17.995        | 13,80%  | 27.179        | 18,08%  | 37.264        | 22,98%  | 40.688        | 21,52%  |
| Nga        | 596           | 0,48%   | 3.174         | 2,10%   | 1.790         | 1,37%   | 1.310         | 0,87%   | 1.265         | 0,78%   | 1.922         | 1,02%   |
| Ukraina    | 35            | 0,03%   | 436           | 0,29%   | 238           | 0,18%   | 193           | 0,13%   | 140           | 0,09%   | 416           | 0,22%   |
| Belarus    | 12            | 0,01%   | 11            | 0,01%   | 32            | 0,02%   | 35            | 0,02%   | 37            | 0,02%   | 79            | 0,04%   |
| Hy Lạp     | 68            | 0,05%   | 74            | 0,05%   | 67            | 0,05%   | 33            | 0,02%   | 56            | 0,03%   | 72            | 0,04%   |
| Tatar      | 6             | 0,00%   | 29            | 0,02%   | 36            | 0,03%   | 25            | 0,02%   | 41            | 0,03%   | 64            | 0,03%   |
| Gruzia     | 5             | 0,00%   | 25            | 0,02%   | 16            | 0,01%   | 22            | 0,01%   | 17            | 0,01%   | 57            | 0,03%   |
| Khác       | 151           | 0,12%   | 235           | 0,16%   | 179           | 0,14%   | 448           | 0,30%   | 285           | 0,18%   | 337           | 0,18%   |